# Xystrocera devittata
Xystrocera devittata es una especie de escarabajo longicornio del género Xystrocera, categorizada en la tribu Xystrocerini, de la subfamilia Cerambycinae. Fue descrita por Kolbe en 1893.

## Descripción
Mide 12-30 mm de longitud.

## Distribución
Se distribuye por Botsuana, Kenia, Malaui, Uganda, República de Sudáfrica, Tanzania y Transvaal.